# メントレG
『メントレG』（メントレ・ジー、メントレ・ザ・ジャイアント、メントレ the Giant）は、1999年10月8日から2008年9月14日までフジテレビ系列で放送されていた、TOKIOが司会のトークバラエティ番組である。地上デジタル放送ではハイビジョン制作。
番組開始から2007年3月30日放送分までは毎週金曜23:00 - 23:30に、2007年4月15日から番組終了までは毎週日曜21:00 -21:54（いずれもJST）にそれぞれ放送されていた。
2003年9月まで放送されていた前身番組『メントレ』についても、本項目で併せて記述する。

## 概要

### 『メントレ』時代（1999.10 - 2003.09）
1999年10月8日、『料理の鉄人』の後番組として『三菱電機サイエンスジム メントレ』のタイトルで放送開始。ミズノの一社提供だった『Sports Partyただいま夢中!』の後継番組。メントレとはmental training（メンタルトレーニング）の略で、精神の訓練を意味する。TOKIOがメインとなり、ゲストに著名人を呼んで心理テストやゲームなどを行う形式のバラエティ番組として登場。独特の裏声で話す「HIROSHI」が「ハイ皆さん注目〜」「それではメントレスタートッ!」などの台詞でナビゲーターを務めた。因みに彼の素顔は番組最後の心理テストで明かされた。その後2000年4月7日より『三菱電機サイエンスジム メントレG（ザ・ジャイアント）』に改める。この番組タイトルはプロレスラー・アンドレ・ザ・ジャイアントのもじり。
「G」となった当初はメントレ時代の形式（心理テストとトークのみ）を踏襲するとともにウサギ型のマスコットキャラクター「ココちゃん」がナビゲートしていたが、同年10月6日からはゲストとのトークと料理ゲーム「メントレレストラン」を行うという内容に変更された。さらに2002年10月4日からはオープニングコーナーの「クイズ楽屋訪問」が開始し、現在も続く3コーナー構成となった。この時期から視聴率が毎週15%前後で安定するようになり、またTOKIO人気と番組の安定感もあり準ゴールデンタイム（ノンプライム）の番組としては長寿の人気番組へと成長した。
当時の視聴率は関西地区では約6 - 8%と低迷していたが、それ以外の地域では全国的に約12 - 14%前後と安定した数字を記録していた。

### 『メントレG』へ（2003.10 - 2007.03）
番組スポンサーは当初から三菱電機の1社提供だったが、2003年10月3日から同社を含め複数社の提供に変更、それに伴いTOKIOによるタイトルコールも『メントレG』に変わった。
レギュラー放送とは別に過去の放送総集編を中心に据えたスペシャル版『メントレスーパーG!』として、2004年9月22日・2005年4月11日・2006年4月10日・2006年10月9日のそれぞれ19:00 - 20:54に放送された。ゲストは1回目・菅原文太、2回目・ヒロシ、3回目・唐沢寿明と南海キャンディーズ、4回目・島田紳助。3回目の放送ゴールデンタイムスペシャル（唐沢と南海）視聴率は同時間帯トップの19.8%を記録した。更に2007年3月23日放送分（ゲスト・荒川静香）ではレギュラー放送最高視聴率の20.1%を記録した。

### ゴールデンタイム昇格後（2007.04 - 2008.09）
前身の『メントレ』の開始から8年間を経て、2007年春の改編で満を持してのゴールデン昇格となることが決定。当初は『クイズ$ミリオネア』の後番組として木曜19時台への移動が予定されていたが、捏造問題により打ち切りとなった『発掘!あるある大事典II』に代わり、2007年4月15日より日曜21時台に移動となった。同日には16:00 - 17:25に番宣番組として『今夜9時から新装開店メントレGの裏側全部見せますスペシャル!』が放送された。
ゴールデン初回放送の視聴率は14.7%であったものの、その後は1桁台に落ち込む回も出るなど苦戦を強いられることとなった。このため、2007年1 - 3月期の平均である13.8%に比して4 - 6月の平均視聴率は11.9%（関東地区）を記録し、ゴールデン昇格前の金曜23時台よりも低下する形となった。
一方、2007年後半は回によっては15%を越えることもあり、特に2007年11月11日放送分では、18.2%を記録（ビデオリサーチ・関東地区）し、その週の娯楽番組部門で1位となるなど持ち直しを見せていた。
2008年は日曜21時台では、再び平均視聴率が1桁を記録する様になり、結果的に2008年9月14日を以って『メントレ』時代を含めた9年間の歴史に幕を下ろした。同年10月より枠移動の上、『5LDK』へリニューアルされた。
後番組は、『エチカの鏡〜ココロにキクTV〜』。
TOKIOとスタッフの一部は、同年10月から『5LDK』を担当していた。その後、2012年から『TOKIOカケル』へとリニューアルされ、2019年10月9日放送分をもって当番組から数えて放送開始20周年を迎えた。

## 出演者
司会
- TOKIO（城島茂・山口達也・国分太一・松岡昌宏・長瀬智也）

ナビゲーター
- HIROSHI（1999年10月 - 2000年3月）
- 一龍斎貞友（ココちゃんの声、「T-U」名義、2000年4月 - 9月）

ナレーター
- 杉本るみ（『メントレ』時代・1999年10月 - 2000年3月）
- 武田広（2000年10月 - 2005年3月）
- 住友七絵
- DJナイク（2005年4月 - 2008年9月）

## 放送局と放送時間

### 2007年10月から番組終了まで
| 放送対象地域            | 放送局                                                 | 系列                                         | 放送時間                     | ネット状況 |
| ----------------------- | ------------------------------------------------------ | -------------------------------------------- | ---------------------------- | ---------- |
| 日本全域 （一部を除く） | フジテレビ（制作局）をはじめとする FNSフルネット全26局 | フジテレビ系列                               | 日曜 21:00 - 21:54           | 同時ネット |
| 大分県                  | テレビ大分                                             | 日本テレビ系列 フジテレビ系列                | 水曜 16:55 - 17:53           | 遅れネット |
| 宮崎県                  | テレビ宮崎                                             | フジテレビ系列 日本テレビ系列 テレビ朝日系列 | 水曜 0:29 - 1:25（火曜深夜） | 遅れネット |
| 青森県                  | 青森テレビ                                             | TBS系列                                      | 水曜 23:55 - 翌0:50          | 遅れネット |
| 山梨県                  | 山梨放送                                               | 日本テレビ系列                               | 土曜 15:00 - 15:55           | 遅れネット |
| 山口県                  | テレビ山口                                             | TBS系列                                      | 日曜 15:55 - 16:55           | 遅れネット |

### 2007年3月まで
| 放送対象地域            | 放送局                                                 | 系列                                         | 放送時間                     | ネット状況 |
| ----------------------- | ------------------------------------------------------ | -------------------------------------------- | ---------------------------- | ---------- |
| 日本全域 （一部を除く） | フジテレビ（制作局）をはじめとする FNSフルネット全26局 | フジテレビ系列                               | 金曜 23:00 - 23:30           | 同時ネット |
| 大分県                  | テレビ大分                                             | 日本テレビ系列 フジテレビ系列                | 金曜 0:56 - 1:26（木曜深夜） | 遅れネット |
| 宮崎県                  | テレビ宮崎                                             | フジテレビ系列 日本テレビ系列 テレビ朝日系列 | 土曜 14:00 - 14:30           | 遅れネット |
| 青森県                  | 青森テレビ                                             | TBS系列                                      | 水曜 23:55 - 翌0:25          | 遅れネット |
| 山梨県                  | 山梨放送                                               | 日本テレビ系列                               | 日曜 15:55 - 16:25           | 遅れネット |
| 徳島県                  | 四国放送                                               | 日本テレビ系列                               | 火曜 0:55 - 1:25（月曜深夜） | 遅れネット |
| 山口県                  | テレビ山口                                             | TBS系列                                      | 月曜 23:55 - 翌0:25          | 遅れネット |

## 『メントレ』時代のコーナー

### メンタルトラブル
- 略して「メントラ」。視聴者からの心理学的な質問に答える。
- 最初にフィールドワークを行い、質問された内容について待ち行く人々にも当てはまるのか調べる。その後、人間心理に基づいた解説を行う。

### 恋のメンキャラテスト
- 恋愛に関する心理テストを行う。

### 悪キャラテスト
- 最初にレゴブロックを使った、4人の人物が登場するショートストーリーを見る。
- 4人の人物は皆それぞれ悪いことをしている。メンバーはそれを「許せる」と思う順に並べる。

### メンタッチ
- 絵を使った心理テスト。TV画面に特定の絵を映し出し、タッチした場所に表される現在の心理を解説する。

## 『メントレG』初期のコーナー

### 深層心理テスト・メントレチェック
- 初期では4択の心理テストを行う。心理テストの内容と同じセットが用意されている。
- 後に選択肢のない心理テストに変わり、松岡がその内容の司会を担当。診断の後にゲストやTOKIOのメンバーの回答を発表する。

### メントラーズ
- 映画スターなどの自身のメンタルトレーニングの方法を紹介する。不定期放送。

### 建て前顔・本音顔
- 人間の顔は、右半分が建て前、左半分が本音を象徴しているという心理学論の元、ゲストの顔写真をCGで右のみ左のみので合成した画像を比較する。なお、このコーナーでは専門的な解説は無い。要するにその画像を見たTOKIOたちの感じた第一印象で進行していく。

### ジャンキング
- TOKIOリーダーの城島がレフリーを務める。
- ゲストとTOKIOのメンバーがじゃんけんで対決。ゲストが勝つと三菱電機のモニター「VISEO」をプレゼント。また、TOKIOが5勝した際には視聴者1名に三菱電機のモニター「VISEO」をプレゼント。
- TOKIOは何を出すのかを事前に告知する。

### エンディングの心理テスト
- 初期のココちゃんが存在していた時期のエンディングのコーナー。内容は番組冒頭の心理テストと同様だが、こちらは画面イラストの位置を選択して回答する（例：教会のイラストでゾンビが出てくるなら何処から?）。

## 『メントレG』後期のコーナー

### クイズ楽屋訪問（クイズ車訪問）
その週のゲストの楽屋前、駐車場の廊下からゲストの私物や私服などを披露するコーナー。2002年10月から開始。このコーナーはオープニング後に放送されており、ゲストの声や顔、名前に加工処理が施されているためこの時点では誰かは分からない（次回予告でもゲストの顔と声を加工処理を施しており同じ手法だが、公式ホームページの次回予告や一部のテレビ雑誌ではゲストの正体が見られる）。
また楽屋前の廊下で収録されているため、他番組の収録や打ち合わせに来ていた有名人が偶然出演することがよくある（中には確信犯的に狙って出演する人もいた）。2007年3月までは、このコーナーに5回出演するとゲストに呼ばれるという設定もあった。
ゴールデン進出後は、国分と山口の"今、気になるお笑い芸人"を呼ぶ「呼んじゃった」のミニコーナーが登場した。出演したお笑い芸人は狩野英孝、フルーツポンチなど。
基本的に国分と山口が担当しているが、他のメンバーが出演することもある（例：ゲストが憧れの女性タレント、TOKIOにとって重要な人、たまたま通りかかった有名人の要望など）。

### Gのポイント
2007年4月のゴールデン進出とともにスタート（内容自体は深夜時代のトークコーナーの拡大リニューアルしたもの）。それまでのフリートーク、ゲストのエピソードやヒストリーの紹介に加え、ゲストの人生に大きな影響を与えたエピソードや運命を決定付けたような瞬間などのターニング・ポイントを「Gのポイント」（NHKの『その時、歴史が動いた』における「その時」とほぼ同意義）としてスポットをあて、その時のエピソードや心境を中心にトークを繰り広げるコーナーである。また、ゲストのプライベートに迫るための密着取材が放送される。
（なお、「雨上がり決死隊持ち込み企画「東京進出20周年記念」」で本人達がゲストとして登場した回では、
何時の間にか同期の「ほっしゃん。」のターニング・ポイントの話題にすり替わるという変則的な内容となった）

### メントレGレストラン
2000年10月に始まった名物コーナー。支配人の国分（彼の持ち込み企画である為、支配人を務めた）がゲストの大好物の料理を1品ずつ試食し、他のメンバー（城島、山口、松岡、長瀬）がゲストの食べたい料理が何であるかを心理戦で当てるゲーム。当初のタイトルは「メントレレストラン」だったが2002年10月より「メントレGレストラン」と改題し、セットや国分支配人の衣装もリニューアルされルールも多少改正されている。2007年4月からは新たなルールとして「Gのスプーン」が登場する。
2000年10月のリニューアル第1回と2007年4月のゴールデン第1回ゲストはいずれもみのもんた。
ルール
- ゲストの大好物3品を前に国分以外のTOKIOメンバーがそれぞれ1品ずつのカードを選び、どれが食べたいのかを予想する。
- ゲストの食べたい料理をTOKIOメンバーの4人全員が不正解となるか1人のみ正解となった場合にゲストが料理を（1人のみ正解となった場合、正解したメンバー1人とゲストで）食べられるが、2人以上が正解したらゲストは料理を食べられない。
  - 2002年9月まではTOKIO4人vsゲストの一対一による対決で行われTOKIOが当てたらTOKIO4人が、TOKIOがはずしたらゲストが料理を食べることができた。
  - 2006年7月7日放送分では、ゲストの次長課長それぞれの好物2品しか出なかったために久々にTOKIOvsゲスト対決で行った。
- 2007年4月からは、事前におみくじ（導入開始当初はルーレット）で選ばれたTOKIOメンバーの4人の内の1人が「Gのスプーン（我慢の限界スプーン）」という3品の料理の内の1つを任意の時間にスプーン1杯分だけ試食できる権利を獲得するルールが新たに登場する。

その他
- 近年はこのコーナーに慣れてきたためか数々の作戦を練ることも少なくなくなってきている（例：長瀬 - ゲストに嘘でもいいので今食べたい料理を指させる。TOKIO - 2人ずつ同じものを選択し、ゲストの食べられる確率を1/3にする）。

### TOKIOガレージ
2008年5月11日放送分からスタートした新コーナー。コーナースタート初期は、その日の収録後のメンバー全員のトークがメインだが、2008年7月20日放送分以降、「メントレ地球貢献プロジェクト」（下記参照）という企画を立ち上げた。番組終了後は、同じくTOKIOが出演する5LDKにコーナーが引き継がれた。

#### メントレ地球貢献プロジェクト
夏休み期間限定の企画で、2008年7月20日放送分より企画スタート。
- タイにおける、洪水に耐えるような橋を造りたい!（ダイヤモンズ）
- スリランカにおける、井戸を掘りたい!（グリーングリーン）

番組自体が最終回を迎えた2008年9月14日放送分で、この企画が完結した。

## スタッフ

### メントレ
- 構成：高瀬真尚、吉野宏、加藤智久
- 技術：八峯テレビ、FLT
- 美術：フジアール
- 編集・ＭＡ：ザ・チューブ
- 音効：成岡知弘（SAVAN）
- 演出：井上晃一
- プロデューサー：小島美佳
- 制作：フジテレビ、ジーワン

### メントレG

#### 最終回時点スタッフ
- 構成：山内浩嗣、海老克哉、すずきB、小川浩之、渡辺健久、田中到、むらまつこうすけ
- TD（テクニカルディレクター）：勝村信之（フジテレビ、以前はSW）
- SW（スイッチャー）：松本英士（フジテレビ、以前はCAM）
- CAM（カメラマン）：永野進（フジテレビ）
- VE（ビデオエンジニア）：積田穣・小幡成樹（ともにフジテレビ）
- AUD（音声）：外崎光一、長谷川輝彦
- LD（ライティングディレクター）：野崎政克
- LO（ライティングオペレーター）：三宅由姫
- 美術制作：大坊雄二（フジテレビ）
- デザイン：棈木陽次（フジテレビ）
- 美術進行：楫野淳司
- 大道具：島田秀樹
- 装飾：渡邊康典
- 衣装：佐藤孝二
- 視覚効果：倉谷美奈絵
- 電飾：太田真由美
- アクリル装飾：土屋祥太
- 生花装飾：荒川直史
- 特殊装置：山根伸夫
- メイク：天野郷子
- スタイリスト：黒崎彩
- 編集：小笠原一登、岩下英生
- MA（マルチオーディオ）：吉田肇、鈴木久美子
- 音響効果：古屋ノブマサ、星裕介
- CG（コンピューターグラフィック）：富井真
- ペイント：菊地大介
- 料理協力：服部幸應（服部栄養専門学校）
- フードコーディネーター：結城摂子（マンダリン工房）
- 技術協力：八峯テレビ・FLT（現fmt）、マルチバックス、サンフォニックス、J-crew、4-Legs、IMAGICA
- 制作協力：D:COMPLEX、BEE BRAIN、CELL、TV BOX、フューチャー・プラネット、FCC
- 協力：ジャニーズ事務所
- 広報：為永佐知男（フジテレビ）
- TK（タイムキーパー）：石井成子
- リサーチ：フォーミュレーション
- 編成：熊谷剛（フジテレビ）
- AP（アシスタントプロデューサー）：仲村孝明（D:COMPLEX→現アルファ・グリッド）
- 海外ディレクター：庄司孝（TV BOX）、奈良部隆久（エムアイシックス）
- ディレクター：松本祐紀（フジテレビ）、古賀太隆（D:COMPLEX）、岡島友孝、田中友洋、近藤貴浩（BEE BRAIN）
- プロデューサー：大川泰（D:COMPLEX）、鈴木浩史（CELL、以前は制作進行）
- 演出：三浦淳（フジテレビ）
- 総合演出：疋田雅一（HIHO-TV、以前はディレクター → 演出）
- チーフプロデューサー：神原孝（フジテレビ、2006年10月 - 、以前は2002年4月からプロデューサー）
- 制作：フジテレビバラエティ制作センター
- 制作著作：フジテレビ

#### 過去のスタッフ
- 構成：たむらようこ、田中伊知郎、加藤了嗣（たむら・田中・加藤→番組初期）、榊暁彦、小林のぞみ
- 出題：亜門虹彦
- リサーチ：水上昌子
- TD（テクニカルディレクター）：馬場直幸（当時・フジテレビ）
- VE（ビデオエンジニア）：岡澤聡（フジテレビ）
- AUD（音声）：太田宗孝
- 照明：和田智裕（フジテレビ）
- 美術プロデューサー：石鍋伸一朗・井上幸夫（ともにフジテレビ）
- デザイン：金子隆、石森慎司
- ヘアメイク：宮崎香
- ロゴデザイン&CG：orb（インディペンデント・オーブ・アメリカ・インク）
- CG（コンピューターグラフィック）：池見淳
- キャラクターデザイン：サダタロー
- マルチ：中村楽（インターナショナルクリエイティブ）
- TK（タイムキーパー）：石原由季
- 広報：小渕清（フジテレビ）
- 制作協力：オフィス源（番組初期のみ）
- ディレクター：松井信樹・太田一平（共にフジテレビ、松井→番組初期のみ）、稲垣知宏、田中泰久
- プログラムディレクター：神戸千尋
- 演出：冨田哲朗（フジテレビ）
- プロデューサー：大前一彦、高崎邦雄、清水宏泰、松野博文

かつての番組プロデューサーだった清水と現在の番組プロデューサーである神原はかつて三菱電機提供絡みの「トロイの木馬」の番組スタッフにも関わっていた。

## エンディングテーマ
※すべてTOKIOの楽曲。

### メントレ
- Heart （1999年10月 - 2000年3月）

### メントレG
- みんなでワーッハッハ! （2000年4月 - 9月）
- どいつもこいつも （2000年10月 - 2001年9月）
- Only One Song （2001年10月 - 2002年9月）
- glider （2002年10月 - 2003年9月）
- ALIVE-LIFE （2003年10月 - 2004年9月）
- for you （2004年10月 - 2005年9月）
- 僕の恋愛事情と台所事情 （2005年10月 - 2007年3月）
- Over Drive （2007年4月 - 2008年5月4日）
- あきれるくらい 僕らは願おう （2008年5月11日 - 9月14日）